# Cannabis au Japon

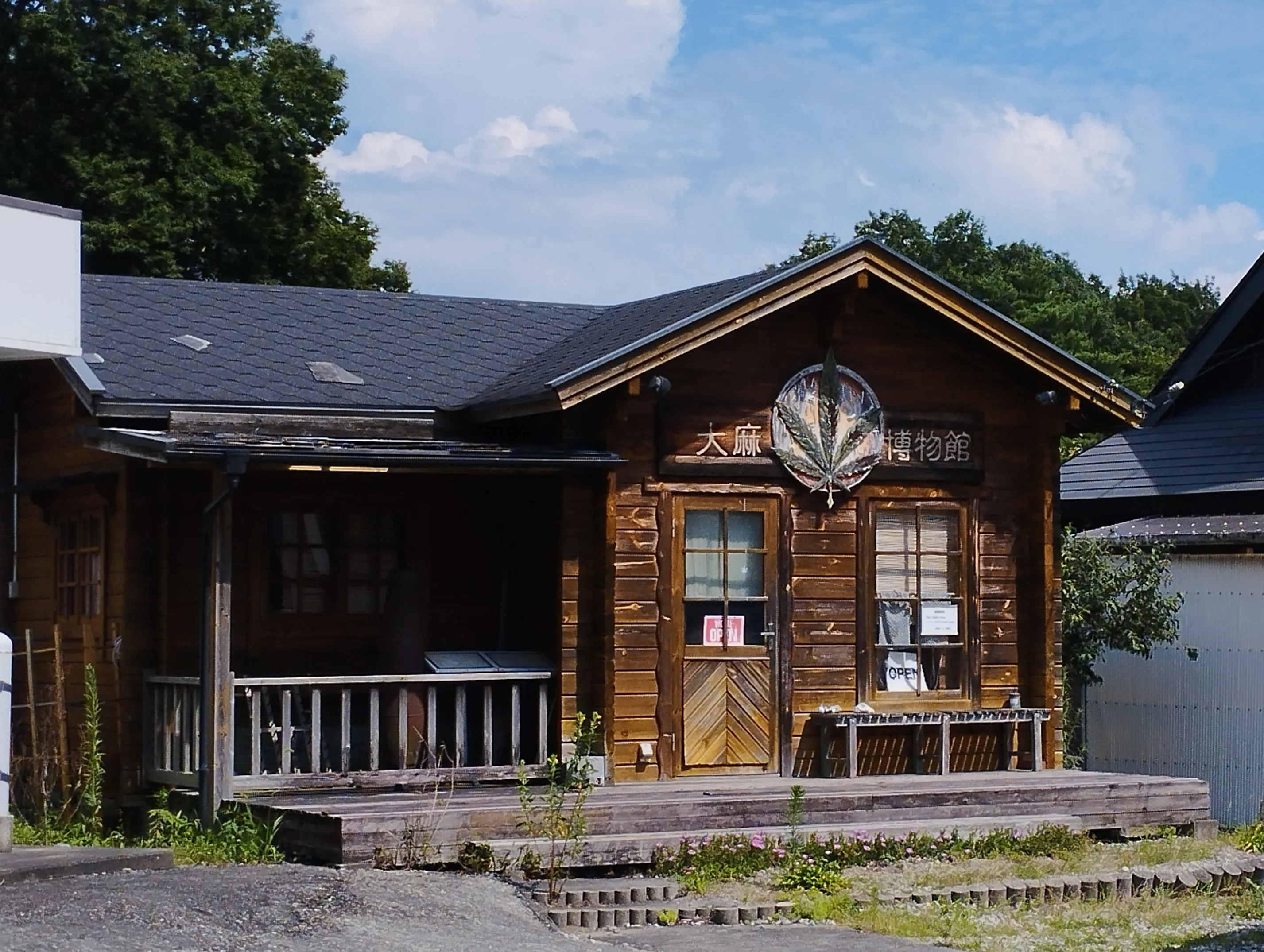
Le musée du cannabis à Nasu.

Le chanvre a été interdit en 1948 au Japon, sur décision du général Douglas MacArthur lorsque le pays était sous occupation américaine après la Seconde Guerre mondiale. Il était auparavant produit pour fabriquer des vêtements ou des filets de pêche.
La loi expose toute possession de cannabis à cinq ans de prison, et un étranger dans cette situation peut être expulsé et banni à vie du territoire japonais.
La police a enregistré un record de 4 321 infractions en 2019, en constante augmentation depuis 2014 (1 761 infractions). 60 % des personnes arrêtées avaient moins de 30 ans. Le précédent record avec 3 282 infractions datait de 2007 (deux-tiers des personnes arrêtées avaient moins de 30 ans). Les cas de culture illégale ont quintuplé de 1997 à 2007, pour atteindre 192 affaires.
Les affaires de drogue au Japon concernent cependant majoritairement les méthamphétamines (ou stimulants),.